# کلیسای نیئا: اتوماتا
کلیسای نیئا: اتوماتا (به انگلیسی: The Nier: Automata Church) مودی برای نسخهٔ ویندوز نیئا: اتوماتا می‌باشد که توسط همکاری سه‌نفره DevolasRevenge، Woeful_Wolf و RaiderB توسعه یافته و در ۶ سپتامبر ۲۰۲۲ منتشر گردیده‌است. این مد منقطهٔ کلیسای مخفی‌ای را به بازی اضافه می‌کند که در منطقهٔ شهر کپی‌شده از طریق دری مخفی که دارای ارجاعاتی به مجموعه است، قابل دسترسی می‌باشد.

## حقه
این حقه در یک «پست رمزآلود» توسط کاربر «سدفوتاگو» بر روی ردیت در ۱۵ ژوئن ۲۰۲۲ آغاز شد، که در آن نحوهٔ باز کردن یک کلیسا در نیئا: اتوماتا را پرسیده بود و ادعا می‌کرد که دوستش نمی‌تواند آنجا را باز کند، با اینکه این منطقه هرگز در بازی دیده نشده بود و برای سایر بازیکنان غرقابل دسترس بود.